# Brigand (Boerenkrijg)

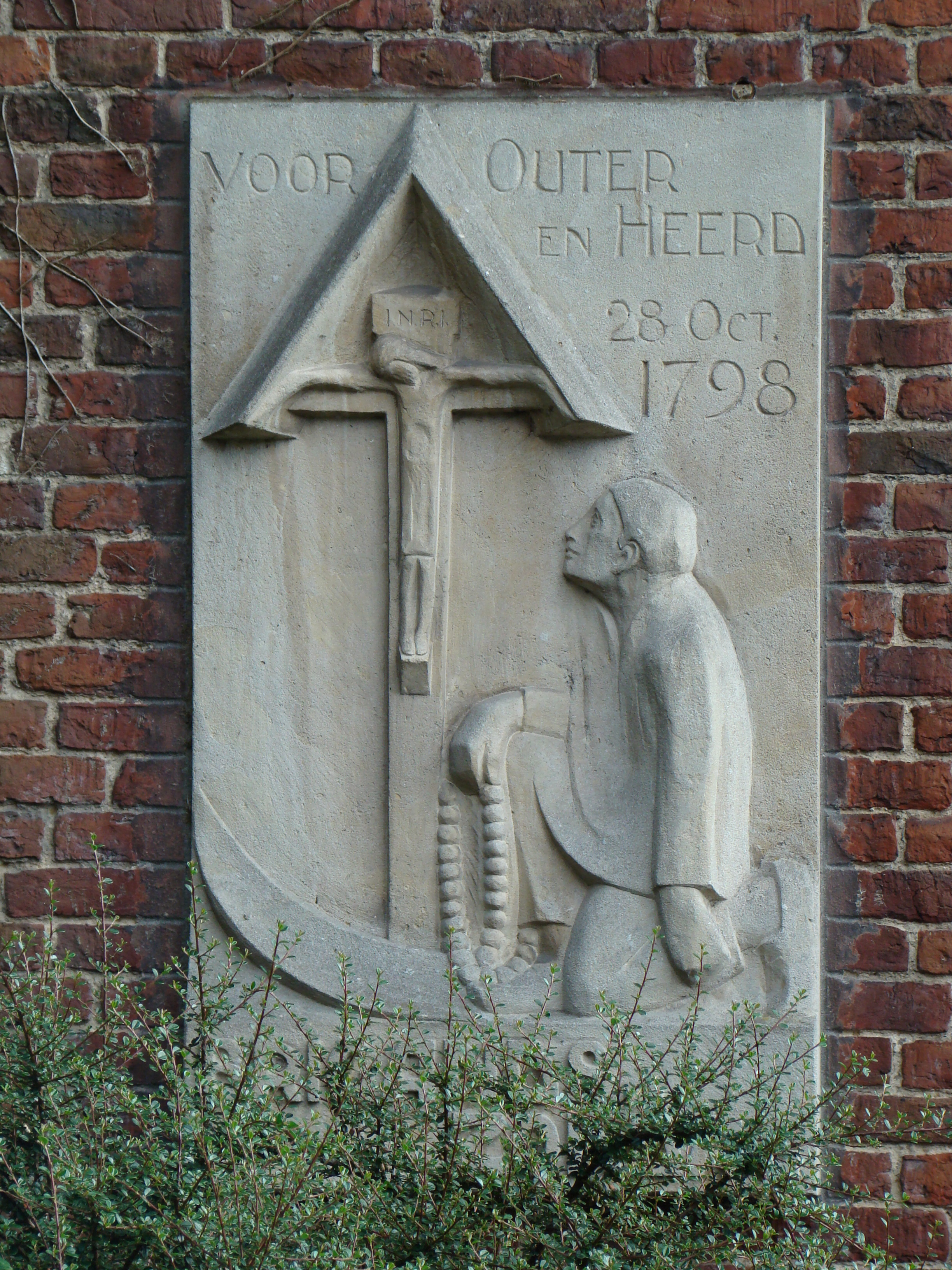
Gedenkplaat Brigandslag van 1798 op de Sint-Amanduskerk in Ingelmunster

Brigand is de naam die de Fransen gaven aan de Vlaamse opstandelingen die in de Boerenkrijg tegen de Franse bezetter streden op het einde van de 18e eeuw. In de Franse taal betekent brigand gewoon struikrover.
Het strenge regime van de militaire bezetting door de Fransen, de vele confiscaties, extra-heffingen en de oorlogsleningen, zonder de minste inspraak van de plaatselijke bevolking, hadden de Fransen weinig geliefd gemaakt. Er heerste een algemeen klimaat van ontevredenheid.
De bewoners van de vroegere Zuidelijke Nederlanden en van het prinsbisdom Luik waren door het decreet van 1 oktober 1795 Franse staatsburgers geworden. Alle eeuwenoude privaatrechtelijke en publieke gebruiken werden afgeschaft. In de Vlaamse en Duitse regio's werd het Frans slechts door een minderheid verstaan en de uitdrukkingen in de officiële publicaties zo goed als niet begrepen.
Door de Wet op de algemene dienstplicht van 5 september 1798 (19 fructidor VI) moesten alle jongemannen tussen 20 en 25 jaar dienst nemen in het Franse "bevrijdings"-leger. Een algemene dienstplicht was voorheen onbekend, vermits legers bestonden uit vrijwilligers aangevuld met huurtroepen.
Het volk, onder de leuze Voor Outer en Heerd, kwam in opstand tegen de sansculotten. Er verschenen plakkaten (aanplakbrieven) in de grote steden op kerken en openbare gebouwen met onder meer de tekst "Nederlanders! blyft nu bijeen, wy moeten standvastich wezen".
Er gebeurde een eerste incident bij Overmere (tussen Gent en Dendermonde) op 12 oktober 1798. Dit was voor de begindatum van de opstand - donderdag 25 oktober 1798 - zoals vastgesteld door de Brabantse patriotten, die hadden bemiddeld en steun gevraagd aan buitenlandse mogendheden als Nederland, Engeland en Pruisen. Na dit vuur aan de lont kwamen er overal in Vlaanderen incidenten voor, maar deze werden spoedig onderdrukt. In Limburg echter kon de rebellie pas maanden later worden bedwongen met een overweldigende troepenmacht door de Slag bij Hasselt op 5 december 1798.
Deze opstand vond weinig aanhang in de grotere steden en geen weerklank in de Waalse dorpen. In Duitstalige delen van Luxemburg (Woudendepartement) kwam er wel een opstand, de zogenaamde Klöppelkrieg, maar deze werd eveneens vlug de kop ingedrukt.
De benaming Boerenkrijg werd voor het eerst gebruikt in 1798 door een Mechelse kroniekschrijver. De schrijver Hendrik Conscience heeft met zijn boek Boerenkrijg (1853) een romantisch relaas gegeven en deze strijd wat geïdealiseerd. Moderne historici zien in deze strijd een laatste stuiptrekking van het ancien régime in een poging de vernieuwing van de maatschappij af te wenden.

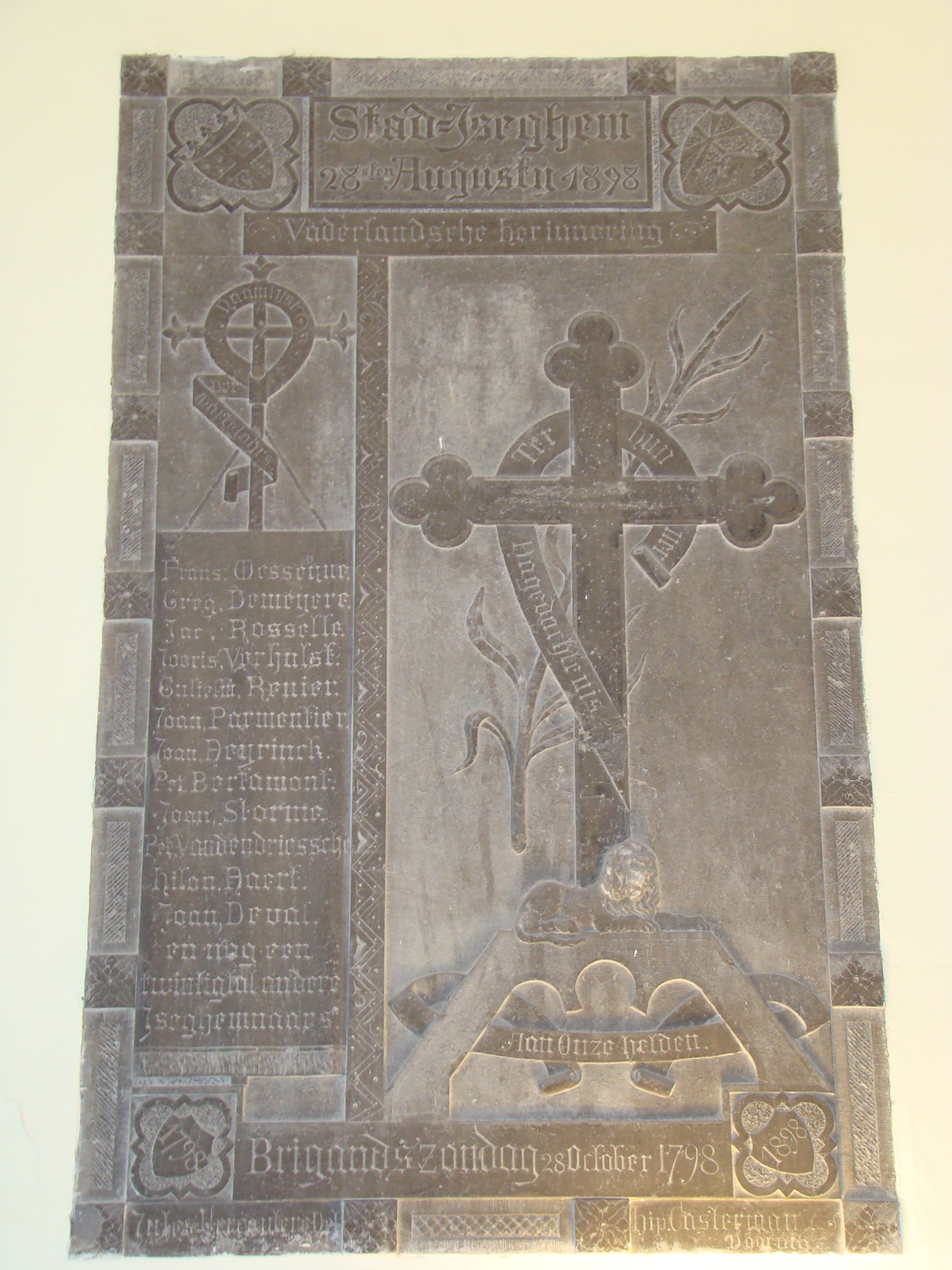
Gedenkplaat Brigandslag van 1798 in de ingang van de Sint-Tillokerk in Izegem

Een legendarische brigand is Charles-François Jacqmin, die al in 1795 in Loupoigne (Waals-Brabant) een verzetsgroep vormde om tegen de Fransen te strijden en daarbij de naam Charles de Loupoigne gebruikte; die naam is later in de volksmond verbasterd tot "Charlepoeng". Hij werd in juli 1799 gedood tijdens een gevecht in Margijsbos te Loonbeek, bij Huldenberg.